# Bethany Anne Lind

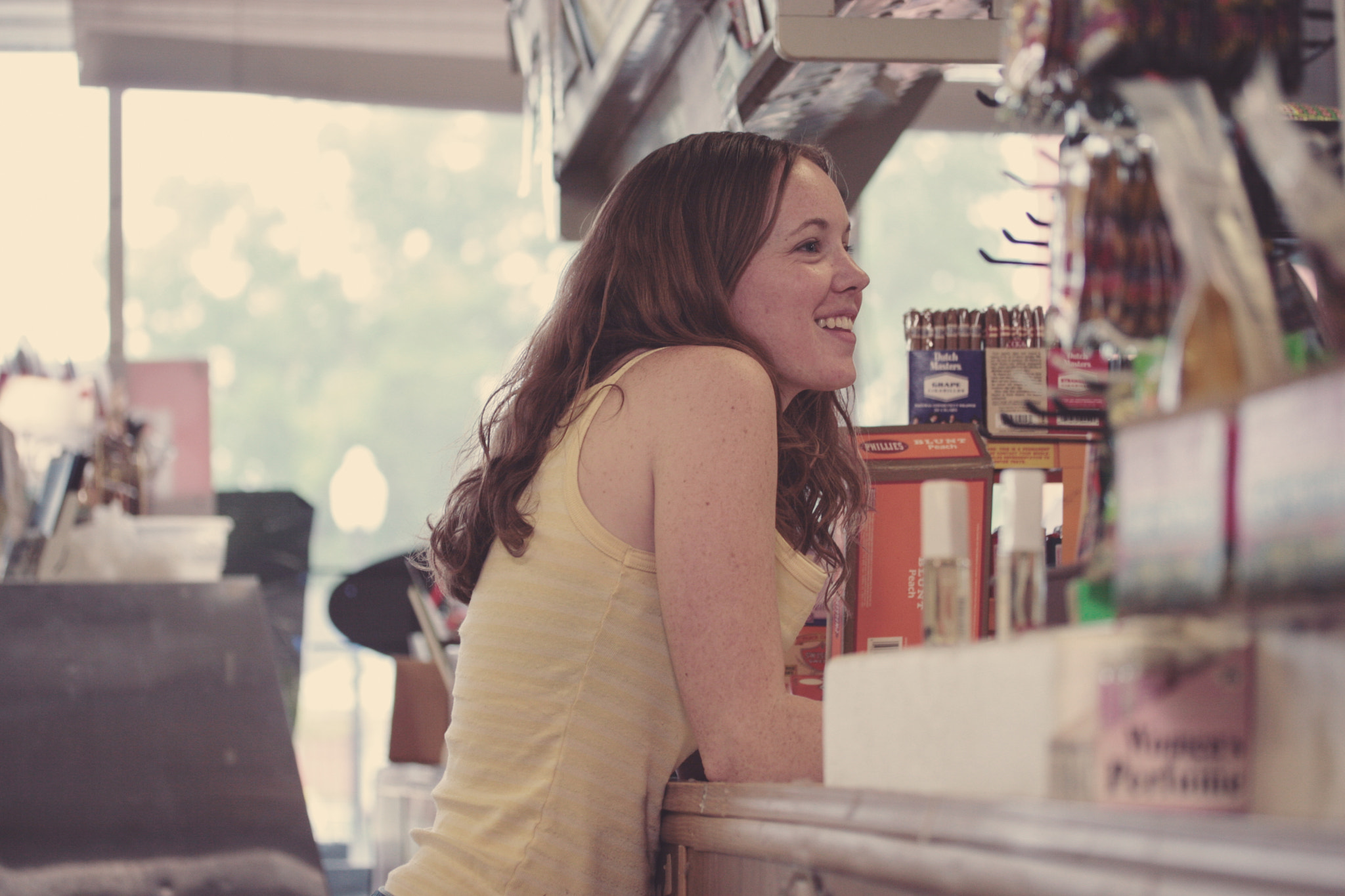
Bethany Anne Lind im Jahr 2009

Bethany Anne Lind (* 23. August 1982 in High Point, North Carolina) ist eine US-amerikanische Schauspielerin.

## Leben
Bethany Anne Lind ist eine Theater- und Filmschauspielerin. Seit Beginn der 2010er-Jahre spielte sie in Filmen, unter anderem übernahm sie die Hauptrolle in dem Thriller Blood on My Name, und spielte in diversen Serienproduktionen mit (z. B. Stranger Things, The Walking Dead). Sie ist seit 2005 mit Schauspieler Eric Mendenhall verheiratet, mit dem sie zwei Kinder hat.

## Filmografie (Auswahl)
- 2010: Drop Dead Diva (Fernsehserie, Folge 2x02)
- 2011: Girls Club 2 – Vorsicht bissig! (Mean Girls 2)
- 2012: Carl
- 2013: Crackerjack
- 2016: Stranger Things (Fernsehserie, Folge 1x02)
- 2017: Lore (Fernsehserie, Folge 1x04)
- 2018: Greenleaf (4 Folgen)
- 2019: Blood on My Name (Blood on Her Name)
- 2019: Doctor Sleeps Erwachen (Doctor Sleep)
- 2019: Reprisal (Fernsehserie, 10 Folgen)
- 2019–2023: Doom Patrol (Fernsehserie, 16 Folgen)
- 2020: Council of Dads (Fernsehserie, Folge 1x07)
- 2020: Second Samuel
- 2020: Through the Glass Darkly
- 2021: The Wheel
- 2021: Chaos Walking
- 2022: Kindred: Verbunden (Fernsehserie, Folge 1x03)
- 2023: Alert: Missing Persons Unit (Fernsehserie, 2 Folgen)
- 2023: Magnum P.I (Fernsehserie, Folge 5x07)
- 2024: A Carpenter’s Prayer
- 2024: Lilly